# Selkäluodot (ö i Norra Savolax, Kuopio)
Selkäluodot är en ö i Finland. Den ligger i sjön Kallavesi och i kommunen Kuopio i den ekonomiska regionen  Kuopio ekonomiska region  och landskapet Norra Savolax, i den centrala delen av landet, 300 km nordost om huvudstaden Helsingfors. Öns största längd är 20 meter i öst-västlig riktning. Notera att namnet antyder att det är fråga om flera öar.